# Standard Twenty-Five
La 25 hp, o Twenty-Five, è stata un'autovettura prodotta dalla Standard nel 1912.
Nell'unico anno in cui fu prodotta, la 25 hp era il modello più grande offerto dalla Standard. Possedeva un motore in linea anteriore a sei cilindri e valvole laterali da 4.032 cm³ di cilindrata. L'alesaggio e la corsa erano, rispettivamente, 89 mm e 108 mm. Era commercializzata con un solo tipo di carrozzeria, torpedo quattro posti. La trazione era posteriore.
Dopo solamente un anno di produzione, la 25 hp venne tolta dal mercato senza essere sostituita da nessun modello.